# Colostygia miaria
Colostygia miaria là một loài bướm đêm trong họ Geometridae.